# Dasyvalgus dalatinus
Dasyvalgus dalatinus är en skalbaggsart som beskrevs av Miyake 1993. Dasyvalgus dalatinus ingår i släktet Dasyvalgus och familjen Cetoniidae. Inga underarter finns listade i Catalogue of Life.